# Daniel Lascău
Florin Daniel Lascău (* 15. Mai 1969 in Oradea, Rumänien) ist ein deutsch-rumänischer Judoka.

## Leben
Lascau gehörte der rumänischen Nationalmannschaft an und hatte drei Meistertitel gewonnen, bevor er 1989 nach einem Turnier in Italien im Westen geblieben ist und schließlich nach Deutschland kam. 1991 wurde er Weltmeister, 1992 vertrat er Deutschland bei den Olympischen Spielen. Seine Vereine waren unter anderem TSV Abensberg und Judo-Club Rüsselsheim.
Lascau war bis 2004 Vizepräsident des Deutschen Judobundes. Danach wechselte er als Sportdirektor nach Schweden. Seit 2011 ist er Sportdirektor bei dem IJF.

## Erfolge als aktiver Judoka
Im Folgenden finden sich chronologisch die größten nationalen und internationalen Erfolge von Daniel Lascau als Einzelkämpfer:
- 1986 – Dritter bei den Europameisterschaften der Junioren in Leonding bis 78 kg
- 1987 – Dritter bei den Europameisterschaften der Junioren in Breslau bis 78 kg
- 1988 – Erster beim Horst Wolf Gedenkturnier in Frankfurt (Oder) bis 78 kg
- 1989 – Erster bei den German Open in München bis 78 kg
- 1991 – Weltmeister in Barcelona bis 78 kg
- 1995 – Erster bei den German Open in Rüsselsheim bis 78 kg

## Erfolge mit der Mannschaft
Im Folgenden finden sich chronologisch die größten internationalen Erfolge von Daniel Lascau mit der Mannschaft:
- 1994 – Gewinn des Europapokals der Männer in Paris Finale: TSV Abensberg – Racing Club de France[6]
- 1996 – Gewinn des Europapokals der Männer in Paris Finale: TSV Abensberg – Paris Saint Germain[6]
- 1997 – Gewinn des Europapokals der Männer in Abensberg Finale: TSV Abensberg – Kenamju Haarlem[6]

## Belege
1. ↑  Katharina TANZER - Judoka - JudoTV. Abgerufen am 21. August 2023 (englisch).
2. ↑  Olympics Statistics and History (Engl.)
3. ↑  JC Rüsselsheim (Memento vom 18. Mai 2015 im Internet Archive)
4. ↑   Seite für Lascau beim TSV Abensberg (Memento vom 11. Dezember 2008 im Internet Archive)
5. ↑  Vereinschronik JC Rüsselsheim
6. 1 2 3  Europapokal Männer. 1. Februar 2014, archiviert vom Original am 1. Februar 2014; abgerufen am 7. August 2024.

| Personendaten    | Personendaten                                   |
| ---------------- | ----------------------------------------------- |
| NAME             | Lascău, Daniel                                  |
| ALTERNATIVNAMEN  | Lascău, Florin Daniel (vollständiger Name)      |
| KURZBESCHREIBUNG | deutscher Judo-Weltmeister rumänischer Herkunft |
| GEBURTSDATUM     | 15. Mai 1969                                    |
| GEBURTSORT       | Oradea, Rumänien                                |